# Старый Пашур
Старый Пашур — деревня в Шарканском районе Удмуртской республики.

## География
Находится в центральной части Удмуртии на расстоянии приблизительно 14 км на запад по прямой от районного центра села Шаркан.

## История
Известна с 1717 года как деревня Биктемир Порга с 25 дворами. В 1873 году отмечалась как починок Бехтемир-Пурга-Пашур (Пашур старый) с 8 дворами. В 1893 году дворов было 23, в 1905 — 30, в 1924 (уже Пашур Старый) 24 двора. Современное название с 1935 года. До 2021 года входила в состав Мувырского сельского поселения.

## Население
Постоянное население составляло 132 человека (1717 год), 62 (1873), 178 (1893, все удмурты), 235 (1905), 130 (1924), 86 человек в 2002 году (удмурты 98 %), 68 в 2012.